# Weberbauera bracteata
Weberbauera bracteata är en korsblommig växtart som först beskrevs av Otto Eugen Schulz, och fick sitt nu gällande namn av James Francis Macbride. Weberbauera bracteata ingår i släktet Weberbauera och familjen korsblommiga växter. Inga underarter finns listade i Catalogue of Life.